# اسحق شوم
اسحق شوم (بالعبرية: יצחק שום‏) (مواليد 1 سبتمبر 1948) هو لاعب كرة قدم. يلعب مع منتخب إسرائيل لكرة القدم. سبق له أن لعب في كأس العالم لكرة القدم مع منتخب بلاده.

## مسيرته الكروية
لعب اسحق شوم خلال مسيرته الاحترافية مع نادِ واحدٍ في تسعة عشر موسمًا وسجل خلالها 71 هدفًا ضمن 455 مباراة. حيث فاز في موسمين بالكأس وفي موسم واحد بالدوري.
خاض اسحق شوم مسيرته مع هبوعيل كفار سابا ‏ في موسم 1964–65 ليلعب معه تسعة عشر موسمًا، مشاركًا في 455 مباراة سجل خلالها 71 هدفًا.

## روابط خارجية
- اسحق شوم على موقع الاتحاد الدولي (مؤرشف)  (الإنجليزية)
- اسحق شوم على موقع قاعدة بيانات كرة القدم.إي يو (الإنجليزية)
- اسحق شوم على موقع بيانات كرة القدم. دي إي (الألمانية)
- اسحق شوم على موقع ناشيونال فوتبول تيمز (الإنجليزية)
- اسحق شوم على موقع عالم كرة القدم.نت (الإنجليزية)
- اسحق شوم على موقع أوليمبيديا (الإنجليزية)